# Љубомир Милић
Љубомир Милић (Горњи Милановац, 11. фебруар 1861 — Београд, 22. јун 1949) је био генерал српске а касније и дивизијски генерал југословенске војске.

## Биографија
Рођен је 11. фебруара 1861. у Горњем Милановцу. После завршетка Реалке, уписао је Нижу школу Војне академије 1880. године. Тада је постао питомац 13. класе. Школовање је завршио 2. августа 1883. као десети у рангу од двадесет питомаца. Вишу школу уписује 1884. као питомац 1. класе, завршио је са годину дана прекида због рата 1887. По успеху је био четрнаести у рангу од седамнаест питомаца. Од марта 1891, до септембра 1892. боравио је у руским трупама као државни питомац.
Био је ожењен Маром, кћерком Антонија Хаџића трговца из Београда. У том браку имао је једну кћерку Милицу (1889—1963) удата Миливојевић која је била академска сликарка.

## Служба у војсци
Одмах по завршетку Ниже школе Војне академије распоређен је на дужност у 7. батаљон Дунавског пешадијског пука. Током школовања на Вишој школи Војне академије, 1884—1886. обављао је дужност водног официра.

### Српско-бугарски рат и период примирја
У српско-бугарском рату 1885. командовао је четом 1. батаљона 14. пешадијског пука.
Касније, до 1890, био је водник, а потом ађутант Дунавског артиљеријског пука. Од јануара 1890. до маја исте године у пешадијској Подофицирској школи био је наставник за предмет опис пушке и муниције са наставом за гађање. Потом је добио место вршиоца дужности команданта 1. чете 8. пешадијског батаљона. По повратку из Русије преведен је у генералштабну струку, а од новембра 1894. поново је био на дужности у пешадијској Подофицирској школи, овог пута као помоћник команданта ове установе. За вршиоца дужности команданта 6. батаљона одређен је у марту 1895, а после положеног мајорског чина, у марту следеће године, утврђен је на овом месту. У марту 1897. године враћа се у пешадијску Подофицирску школу на место команданта. Потом је постављен за начелника штаба дивизијске области, а од почетка марта 1900. за команданта 5. пука. Следеће, 1901. године постаје ађутант краља Александра. Од фебруара 1902. био је вршилац дужности команданта Дунавске пешадијске бригаде. На том положају остао је до маја 1903, када је премештен за гарнизонара Зајечарског гарнизона. У пролеће 1904. постао је командант 14. пешадијског пука, а у марту следеће године премештен је за команданта 19. пука. Средином маја 1906. стављен је на располагање, а пет месеци касније и пензионисан. Реактивиран је октобра 1912. и постављен за команданта пука, затим за команданта самосталног Калнског одреда и команданта Моравске дивизије 2. позива. У периоду 1913—1914. био је у пешадијској инспекцији.

### Први светски рат и краљевина Југославија
У Првом светском рату у чину пуковника постављен је за команданта Моравске дивизије 2. позива. На њеном челу, у саставу 3. армије, учествовао је у церској бици са којом се истакао 18. августа 1914. У даљем току рата командовао је групом дивизија (Моравска 2. позива, Тимочка 1. и 2. позива), са којим је у новембру 1915. зауставио напад бугарске 1. армије. Потом је прешао у противнапад одбацивши непријатеља према Лесковцу (тзв. Лесковачки маневар). Тим контранападом успео је да заустави напредовање делова бугарске 1. армије и омогући повлачење српске војске преко Лебана и Куршумлије према Приштини. За то је унапређен у чин генерала. На Крфу је 1917. постављен је на положај инспектора пешадије.
Дужност инспектора пешадије обављао је и после рата, до маја 1919, када је разрешен. Потом је био заступник команданта дивизијске области и делегат владе код покрајинских власти у Сплиту. Био је такође члан комисије за разграничење са Италијом. Од марта 1921. постављен је за команданта 3. дивизијске области. На тој дужности био је до пред крај исте године, када је одређен за председника комисије за мајорски испит. После само месец дана поново се нашао на месту команданта, 1. дивизијске области и унапређен у чин дивизијског генерала. Пензионисан је 2. октобра 1923. године. Преминуо је 22. јуна 1949. године, и његовом смрћу нестао је и последњи генерал некадашње српске војске.

## Унапређење у чинове
| Питомац Каплар | Питомац Поднаредник | Питомац Наредник   | Потпоручник     | Поручник         | Капетан Друге класе |
| -------------- | ------------------- | ------------------ | --------------- | ---------------- | ------------------- |
|                |                     |                    |                 |                  |                     |
| 1. март 1881.  | 1. септембар 1881.  | 1. септембар 1882. | 2. август 1883. | 22. август 1887. | 1. јануар 1891.     |

| Капетан Прве класе  | Мајор             | Потпуковник       | Пуковник        | Генерал       | Дивизијски генерал |
| ------------------- | ----------------- | ----------------- | --------------- | ------------- | ------------------ |
|                     |                   |                   |                 |               |                    |
| 26. септембар 1893. | 22. фебруар 1896. | 22. фебруар 1900. | 22. април 1906. | 29. јун 1916. | 2. октобар 1923.   |

## Домаћа одликовања
- Орден Карађорђеве звезде са мачевима 3. реда
- Орден белог орла са мачевима 4. реда
- Орден белог орла 5. реда
- Орден Таковског крста 5. реда
- Златна медаља за храброст
- Медаља за војничке врлине
- Споменица за Српско-бугарски рат 1885—1886.